# Tavaí
Tavaí é uma cidade do Paraguai, Departamento Caazapá. Sua população é de 14.810 habitantes e sua economia é baseada da agricultura.

## Transporte
O município de Tavaí é servido pelas seguintes rodovias:
- Caminho em terra ligando a cidade ao município de Abaí
- Caminho em rípio ligando a cidade ao município de Tomás Romero Pereira(Departamento de Itapúa)